# San Lorenzo (Guimaras)
San Lorenzo é um município de  terceira classe de renda municipal (d) na província Guimaras, nas Filipinas. De acordo com o censo de 1 de maio  de  2020 possui uma população de 29 444 pessoas e 7 130 domicílios.